# Quốc gia Việt Nam
Quốc gia Việt Nam (tiếng Pháp: État du Viêt Nam) là một chính phủ thuộc Liên bang Đông Dương thuộc Liên hiệp Pháp, tuyên bố chủ quyền toàn bộ lãnh thổ Việt Nam, tồn tại trong giai đoạn từ giữa năm 1948 đến 1955. Thủ đô đặt tại Sài Gòn, nhưng quốc trưởng Bảo Đại lại sống và làm việc tại Đà Lạt.
Quốc gia Việt Nam được thành lập theo một thỏa thuận năm 1949 giữa Bảo Đại (cựu hoàng của nhà Nguyễn) và Tổng thống Pháp. Về mặt pháp lý, có quan điểm cho rằng bản thỏa thuận này bị xem là bất hợp pháp, do Bảo Đại đã thoái vị từ ngày 25/8/1945 và chỉ còn là một công dân bình thường nên ông ta không có tư cách pháp lý để thay mặt đất nước ký thỏa thuận với Pháp (Trong khi đó Chính phủ Việt Nam Dân chủ Cộng hòa do Hồ Chí Minh làm Chủ tịch đang tiến hành kháng chiến chống Pháp). Việc thành lập Quốc gia Việt Nam bị chính quyền  Việt Nam Dân chủ Cộng hòa coi như một chiêu bài của thực dân Pháp, nhằm thành lập chính phủ bù nhìn để hợp thức hóa việc xâm lược Việt Nam. Vì việc thỏa hiệp với Pháp, Bảo Đại đã bị tòa án Việt Nam Dân chủ Cộng hòa kết án phản quốc từ năm 1948.
Về hình thức, quốc gia này gần như là một nước quân chủ chuyên chế do chưa có Hiến pháp và Quốc hội với Quốc trưởng là cựu hoàng Bảo Đại (tương tự nhà nước Lào và Campuchia được Pháp công nhận ngay sau đó). Trong thực tế thì quyền cai trị vẫn thuộc về Pháp, với Cao ủy Pháp kiểm soát tài chính, thương mại, quân sự và chính sách đối ngoại của Quốc gia Việt Nam.
Tháng 6/1954, sau thất bại ở trận Điện Biên Phủ, Pháp rút quân khỏi Việt Nam và ký tắt một hiệp ước dự định trao trả độc lập cho Quốc gia Việt Nam, nhưng với việc Hiệp định Geneve diễn tiến quá nhanh và được ký chính thức giữa Pháp và Việt Nam Dân chủ Cộng hòa, bản hiệp ước ký tắt của Quốc gia Việt Nam đã không bao giờ được hoàn thành. Có quan điểm cho rằng chính phủ Pháp chỉ coi Quốc gia Việt Nam là một công cụ phục vụ cho họ, nên Pháp đã đàm phán và ký Hiệp định Geneve với chính phủ Việt Nam Dân chủ Cộng hòa chia đôi đất nước mà không cần tham khảo ý kiến Quốc gia Việt Nam.
Từ năm 1954, theo thỏa thuận của Hiệp định Genève, chính quyền và các lực lượng quân sự của Liên Hiệp Pháp (bao gồm Quốc gia Việt Nam) theo quân đội Pháp tập kết vào miền Nam Việt Nam. Sau một cuộc trưng cầu dân ý gây tranh cãi vào năm 1955 để phế truất Quốc trưởng Bảo Đại, Thủ tướng Ngô Đình Diệm trở thành Quốc trưởng. Sau đó Quốc trưởng Ngô Đình Diệm tổ chức bầu quốc hội cho Quốc gia Việt Nam. Quốc hội này đã ban hành Hiến pháp, đổi tên Quốc gia Việt Nam thành Việt Nam Cộng hòa.

## Lịch sử

### Bối cảnh chính trị
Cuối năm 1946, sau khi đàm phán giữa chính phủ Pháp với chính phủ Hồ Chí Minh thất bại, chiến tranh Đông Dương bùng nổ. Người Pháp đã vấp phải sự chống trả quyết liệt của Việt Nam, mà lực lượng mạnh nhất là Việt Minh do lãnh tụ Đảng cộng sản Đông Dương Hồ Chí Minh lãnh đạo, khi đó đã lập ra Nhà nước Việt Nam Dân chủ Cộng hòa. Cuộc hành quân Léa năm 1947 với mục đích chính truy bắt các lãnh đạo Việt Nam Dân chủ Cộng hòa thất bại. Chính quyền Pháp không đạt được mục tiêu cũng như không đủ lực để tiếp tục tấn công, đồng thời chịu áp lực của dư luận quốc tế đòi chấm dứt chiến tranh và trao trả độc lập cho nhân dân Đông Dương. Pháp buộc phải tìm một giải pháp chính trị phù hợp với lợi ích của Pháp và chiến lược "ngăn chặn chủ nghĩa cộng sản" của khối các nước tư bản phương Tây trong đó có Pháp.
Năm 1947, cựu trùm mật thám Pháp ở Đông Dương là Cousseau đã tiếp xúc với Bảo Đại tại Hồng Kông, ngỏ ý rằng Pháp sẽ hỗ trợ ông về nước nắm quyền, hình thành nên "giải pháp Bảo Đại". Có ý kiến cho rằng việc này nhằm chống lại cuộc chiến giành độc lập của Nhà nước Việt Nam Dân chủ Cộng hòa, cũng có ý kiến cho rằng giải pháp Bảo Đại được đưa ra nhằm phản ứng với phong trào giải phóng dân tộc tại các thuộc địa và phong trào cộng sản chống chủ nghĩa thực dân tại Đông Dương. Còn bản thân Bảo Đại sau này nhận xét rằng "Cái được gọi là giải pháp Bảo Đại hóa ra là giải pháp của người Pháp."
Theo cơ quan tình báo Pháp thì chính Bảo Đại đã yêu cầu họ giúp đỡ sau khi đã tiêu pha sạch tiền bạc khi ở Hồng Kông. Thấy Bảo Đại chịu nhận tiền, các phái viên Pháp tiếp tục hỗ trợ tài chính cho ông, cứ mỗi tháng Pháp lại cấp cho Bảo Đại 5.000 đôla Hongkong. Bảo Đại trở lại cuộc sống xa hoa, tiêu xài phung phí. Cousseau, người phụ trách cấp tiền, nói với nhà báo Lucien Bodard: "Tôi tin sắp thành công đến nơi vì Bảo Đại rất cần tiền. Đó là một ông vua tầm thường, bị phế truất, không có tiền tiêu, không có hoài bão gì. Ông ta đang trong cảnh gần như khốn cùng. Thực tế đó là một công việc không dễ dàng chút nào. Tôi đã đem đến hàng triệu bạc, mà vẫn không đủ [...]. Trở lại với cuộc sống ăn chơi xả láng, Bảo Đại càng bị lôi cuốn...". Nhà nghiên cứu Nguyễn Đắc Xuân nhận xét "...cố vấn Vĩnh Thụy vốn rất nhu nhược, không vượt qua được sự túng thiếu về tài chính và các cạm bẫy của mật thám Pháp và các thành phần thân Pháp nên ông đã bị đẩy vào cái thế phải trở lại làm bù nhìn cho thực dân Pháp, phản bội lại chính nghĩa của quốc gia, chống lại kháng chiến giải phóng dân tộc...".
Mỹ ủng hộ nguyện vọng độc lập dân tộc tại Đông Nam Á trong đó có Việt Nam, nhưng với điều kiện lãnh đạo của những nhà nước mới "không phải là người cộng sản", họ đặc biệt ủng hộ việc thành lập các "nhà nước phi cộng sản" ổn định trong khu vực tiếp giáp Trung Quốc. Theo thuyết Domino, Mỹ hỗ trợ những quốc gia đồng minh tại Đông Nam Á vì không muốn "lực lượng cộng sản muốn thống trị châu Á dưới chiêu bài dân tộc" . Bằng phương thức viện trợ, Mỹ ép Pháp phải nhượng bộ trước phong trào chủ nghĩa dân tộc tại Việt Nam. Chính sách của Mỹ là hỗ trợ người Pháp chiến thắng trong cuộc chiến chống Việt Minh, sau đó sẽ ép người Pháp rút lui khỏi Đông Dương. Đáp lại, phía Pháp nhận định là Mỹ quá ngây thơ khi tin rằng Pháp sẽ chịu rời bỏ thuộc địa của họ, và một người Pháp đã nói thẳng là "những người Mỹ ưa lo chuyện người khác, ngây thơ vô phương cứu chữa, tin tưởng rằng khi quân đội Pháp rút lui, mọi người sẽ thấy nền độc lập của người Việt xuất hiện" .
Người Pháp chấp nhận một lộ trình trao quyền tự quyết cho chính phủ bản xứ với điều kiện người lãnh đạo mà Pháp đồng ý thỏa hiệp "không phải là cộng sản" (hay nói cách khác, chính phủ này đảm bảo duy trì các lợi ích của Pháp tại Đông Dương). Theo sử gia William Duiker, khẩu hiệu "chống cộng sản" của Pháp thực chất là để xây dựng một chính quyền bản xứ người Việt làm đối trọng với Việt Minh để giảm sức ép về kinh tế - quân sự cho Pháp, đảm bảo lợi ích của Pháp cũng như thuyết phục Mỹ viện trợ để Pháp có thể tiếp tục đứng chân tại Đông Dương. Ban đầu, chính Pháp đã đàm phán với Việt Minh và công nhận Việt Nam là quốc gia tự trị trong Liên hiệp Pháp bằng Hiệp định sơ bộ Pháp-Việt 1946 và Tạm ước Việt - Pháp. Nhưng thực sự thì ngay từ đầu, người Pháp cũng không có ý tôn trọng lâu dài các Hiệp định này, Pháp chỉ muốn tái chiếm Đông Dương làm thuộc địa như trước kia. Tướng Leclerc, Tổng chỉ huy Pháp ở Đông Dương khi đề nghị tiếp tục đàm phán đã bị Thống chế Charles de Gaulle trách mắng: "Nếu tôi mà đồng ý mấy thứ nhảm nhí này thì đế quốc Pháp đã tiêu vong lâu rồi. Hãy đọc thật kỹ câu chữ trong tuyên bố tháng 3 của Pháp về Đông dương". Khi chiến tranh bùng nổ, chiến lược "đánh nhanh thắng nhanh" thất bại thì Pháp mới sử dụng khẩu hiệu "chống cộng sản", dù chính họ đã từng chấp nhận Việt Minh không lâu trước đó.

### Thành lập

Hiệu kỳ của Quốc trưởng Bảo Đại.

Đầu năm 1947, D'Argenlieu bị triệu hồi về nước do bị người Việt Nam và các đảng phái cánh tả Pháp căm ghét. Trước áp lực của các đảng phái cánh tả Pháp như Đảng Cộng sản Pháp và Đảng Xã hội Pháp, Thủ tướng Ramadier - một đại biểu Xã hội chủ nghĩa, thông báo rằng chính phủ của ông ủng hộ nền độc lập và thống nhất cho Việt Nam: "Độc lập trong Liên hiệp Pháp [và] liên minh của ba nước An Nam, nếu người dân An Nam mong muốn nó" và Pháp sẵn sàng đàm phán hòa giải với những đại diện chân chính của Việt Nam.
Ngay sau đó, Mặt trận Thống nhất Quốc gia Liên hiệp quyết định sẽ ủng hộ Bảo Đại đàm phán với Pháp về nền độc lập của Việt Nam. Tháng 5/1947, Mặt trận Thống nhất Quốc gia Liên hiệp cử phái đoàn đến Hồng Kông gặp Bảo Đại để thuyết phục ông này thành lập một Chính phủ Trung ương và đàm phán với Pháp về nền độc lập của Việt Nam. Sau đó, Pháp cử đại diện gặp Bảo Đại đề xuất về việc đàm phán về nền độc lập của Việt Nam và việc thành lập một chính phủ Việt Nam độc lập. Bảo Đại được Mặt trận Thống nhất Quốc gia Liên hiệp bao gồm các lực lượng chính trị Cao Đài, Hòa Hảo, Việt Nam Cách mệnh Đồng minh Hội, Đại Việt Quốc dân Đảng và Việt Nam Quốc dân Đảng hậu thuẫn. Đây là những tổ chức chính trị hoặc tôn giáo từng tham gia chính phủ Việt Nam Dân chủ Cộng hòa hay hợp tác với Việt Minh chống Pháp nhưng do xung đột với Việt Minh nên chuyển sang ủng hộ Bảo Đại thành lập Quốc gia Việt Nam.
Ngày 7/12/1947, tại cuộc họp trên tàu chiến Pháp ở Vịnh Hạ Long, Bảo Đại và Pháp đàm phán rồi ký kết Hiệp ước Sơ bộ Vịnh Hạ Long. Hiệp ước thể hiện sự đồng thuận của hai bên về việc thành lập Quốc gia Việt Nam trên cơ sở nguyên tắc độc lập và thống nhất của Việt Nam trong Liên hiệp Pháp. Dù vậy nghĩa chính xác của từ "độc lập", quyền hạn cụ thể của chính phủ mới cũng như vai trò chính phủ này trong cuộc chiến Việt - Pháp đang tiếp diễn không được xác định rõ.
Chính phủ hoạt động dưới một hiến chương lâm thời, chọn cờ vàng ba sọc đỏ làm Quốc kỳ và bản "Thanh niên Hành Khúc" với lời nhạc mới làm Quốc ca. Quốc gia Việt Nam sẽ có một quân đội riêng tuy nhiên phải "sẵn sàng bảo vệ bất cứ phần nào của Liên hiệp Pháp" . Sự độc lập chính trị của nhà nước Quốc gia Việt Nam được quy định trong Hiệp ước Vịnh Hạ Long quá nhỏ nên hiệp ước này bị Ngô Đình Diệm và cả những chính trị gia trong Mặt trận Thống nhất Quốc gia Liên hiệp chỉ trích. Mỹ ủng hộ việc Pháp đàm phán với Bảo Đại với hy vọng Chính phủ Bảo Đại sẽ giành lại đa số những người Việt Nam theo chủ nghĩa dân tộc từ phía Hồ Chí Minh.
Do bị các chính trị gia trong Mặt trận Thống nhất Quốc gia Liên hiệp chỉ trích, Bảo Đại chấm dứt đàm phán với Pháp và đi du lịch châu Âu trong 4 tháng. Người Pháp cử các nhà ngoại giao theo Bảo Đại để thuyết phục ông tiếp tục đàm phán và thành lập Chính phủ. Trong cuốn "Bảo Đại - hay những ngày cuối cùng của vương quốc An Nam", Daniel Grandclément nhận xét:
Có lẽ ông (Bảo Đại) cũng biết ông chẳng có hậu thuẫn gì đáng kể ở trong nước, càng không đủ sức chống lại kháng chiến do Hồ Chí Minh lãnh đạo, nhưng đã ngập sâu trong cuộc sống phù phiếm hưởng lạc, ông không thể lùi lại được nữa. Phải ký kết. Tháng 1-1948, ông đi gặp Cao ủy Pháp ở Genève...
Tháng 1/1948, Cao ủy Pháp tại Đông Dương E. Bollaert tìm gặp Bảo Đại ở Genève (Thụy Sĩ) để thuyết phục ông quay về Việt Nam để tiếp tục đàm phán và thành lập Chính phủ. Bảo Đại tuyên bố nếu Hiệp ước Vịnh Hạ Long không được bổ sung ông sẽ không quay về Việt Nam. Sau đó ông đi Cannes, Paris rồi quay về Hồng Kông. Tháng 3 năm 1948, Bảo Đại và Mặt trận Thống nhất Quốc gia Liên hiệp gặp nhau tại Hương Cảng và đồng ý thành lập chính phủ lâm thời do Nguyễn Văn Xuân đứng đầu. Ngày 5/6/1948, Quốc gia Việt Nam ký kết với Pháp một Hiệp ước Vịnh Hạ Long khác với nội dung Pháp công khai và trọng thể công nhận nền độc lập của Việt Nam. Hiệp ước này vẫn chưa quy định cụ thể các quyền hạn của Quốc gia Việt Nam. Điều này sẽ được thỏa thuận trong các cuộc đàm phán tiếp theo.
Việt Minh chỉ trích Bảo Đại là xấu xa, tội lỗi vì đã lấy lại từ người Pháp chữ "độc lập" thần kỳ mà Hồ Chí Minh đã cố gắng giành giật ở Fontainebleu không được. Những người Pháp có tư tưởng thực dân phản đối điều mà họ cho là sự đầu hàng của Bollaert, đồng thời yêu cầu cắt Nam Kỳ ra khỏi phần còn lại của Việt Nam, đòi đưa Việt Nam quay trở lại chế độ Bảo hộ. Các chính trị gia ở Paris ra sức trấn an những người Pháp ủng hộ chủ nghĩa thực dân và đảm bảo với họ rằng sẽ không có gì thay đổi - cuộc chiến tranh sẽ không chấm dứt. Các lãnh tụ Cộng hòa Bình dân và nhiều người thân cận với Cộng hòa Bình dân lại cho rằng kéo dài chiến tranh sẽ hết sức có lợi và đã đi đến quyết định không để cho cuộc chiến tranh kết thúc sớm.
Phản ứng trước hành động của Pháp và Bảo Đại, Chính phủ Việt Nam Dân chủ Cộng hòa tuyên bố với thế giới chỉ có Chính phủ Việt Nam Dân chủ Cộng hòa là chính phủ hợp pháp duy nhất của toàn thể nhân dân Việt Nam, còn chính phủ do Bảo Đại thành lập là bất hợp pháp bởi nó được lập nên mà không thông qua bầu cử toàn dân. Tuyên bố trên nhanh chóng nhận được sự ủng hộ khi vào ngày 18-1-1950, nước Cộng hòa Nhân dân Trung Hoa và tiếp sau đó là Liên Xô công nhận và đặt quan hệ ngoại giao với Chính phủ Việt Nam Dân chủ Cộng hòa.
Sau đó Bảo Đại rút lui khỏi các hoạt động chính trị và đi châu Âu một lần nữa. Ngày 25/8/1948, từ Saint Germain Bảo Đại báo cho E. Bollaert biết ông sẽ không quay về Việt Nam nếu Pháp không hủy bỏ chế độ thuộc địa tại Nam Kỳ và trao trả Nam Kỳ lại cho Quốc gia Việt Nam cũng như nếu ông không nhận được sự đảm bảo của Pháp cho Việt Nam độc lập.
Tháng 1 năm 1949, cuối cùng Pháp cũng thỏa hiệp trước đòi hỏi của Bảo Đại, gộp đất Nam Kỳ vào Quốc gia Việt Nam. Ngày 8 tháng 3 năm 1949, sau nhiều tháng đàm phán, Tổng thống Pháp Vincent Auriol và Cựu hoàng Bảo Đại đã ký Hiệp định Élysée (1949) tuyên bố thành lập Quốc gia Việt Nam trong khối Liên hiệp Pháp, đứng đầu là Quốc trưởng Bảo Đại, tuy nhiên Quốc gia Việt Nam không có quyền tự chủ về kinh tế, ngoại giao, quân sự.
Theo một phân tích pháp lý thì Hiệp định Élysée là bất hợp pháp từ cả hai bên ký kết vì những lý do sau:
- Người Pháp không còn tư cách pháp lý quốc tế ở Việt Nam sau khi vua Bảo Đại ra Tuyên cáo tháng 3-1945, theo đó xóa bỏ những hiệp ước mà nhà Nguyễn ký với Pháp.
- Bảo Đại cũng không còn tư cách pháp lý đại diện cho quốc gia, bởi ông đã thoái vị ngày 25-8-1945 và chỉ còn là một công dân bình thường.
- Chính phủ đại diện cho nước Việt Nam khi đó là Việt Nam Dân chủ Cộng hòa. Mọi văn bản do công dân Việt Nam ký với bất kỳ chính phủ nào mà không được phép của Chính phủ Việt Nam Dân chủ Cộng hòa thì đều vô giá trị.

### Quá trình xây dựng
Quốc gia Việt Nam lúc mới thành lập (ngày 7/12/1947) hết sức non yếu do các quyền quan trọng về quân sự và ngoại giao đều bị người Pháp chi phối và quyền hành cao nhất trên thực tế là Cao ủy Pháp. Tính độc lập của nhà nước Quốc gia Việt Nam bị nghi ngờ khi mà đa số kinh phí duy trì nó là do Pháp viện trợ, cũng như quân đội không có sĩ quan chỉ huy cấp cao người Việt. Pháp chỉ đơn giản là đưa những người lính mới tuyển mộ được vào các quân đoàn viễn chinh của Pháp, tại đó, người chỉ huy là các sĩ quan Pháp.
Hai vấn đề quan trọng nhất là ngoại giao và quân đội của chính phủ này thì vẫn do Pháp nắm giữ. Hiệp định Élysée quy định "Trong thời chiến, toàn bộ các phương tiện quốc phòng bao gồm chủ yếu bởi Quân đội Việt Nam và quân đội Liên hiệp Pháp sẽ được nhập chung, và Ủy ban quân sự là thành phần hạt nhân của một bộ Tổng Tham mưu hỗn hợp mà việc chỉ đạo và chỉ huy sẽ do một Sĩ quan cấp Tướng của Pháp chịu trách nhiệm về các chiến trường chủ yếu ở Việt Nam và một trong các Tổng Tham mưu là người Việt Nam". Mục đích như tướng Nava đã viết: "...cuộc chiến tranh này phải được chỉ đạo và muốn như vậy sự thống nhất hành động chính trị và quân sự phải được thực hiện trong hàng ngũ của chúng ta cũng như bên đối phương đã từng làm... Cuối cùng, tôi yêu cầu là cần phải làm tất cả để các quốc gia liên kết (trong đó có Quốc gia Việt Nam) phải thực sự tham gia chiến tranh... Đồng thời Mỹ phải từ bỏ ý định thay thế ảnh hưởng của họ" .
Cuối tháng 6 năm 1949, về danh nghĩa, Việt Nam chính thức thống nhất dưới sự quản lý của Quốc gia Việt Nam (thực tế nhiều vùng Việt Nam nằm dưới sự quản lý của Việt Nam Dân chủ Cộng hòa). Pháp chuyển giao những chức năng hành chính cho Quốc gia Việt Nam một cách chậm chạp. Tính đến đầu năm 1950, có 35 quốc gia công nhận Quốc gia Việt Nam.
Từ tháng 6 cho đến tháng 10 năm 1950, Quốc gia Việt Nam và Pháp họp tại Pau (Pháp) để bàn về việc chuyển giao các chức năng quản lý xuất nhập cảnh, quan hệ ngoại giao, ngoại thương, hải quan và tài chính cho Quốc gia Việt Nam. Tài chính là vấn đề gây nhiều tranh cãi nhất bao gồm việc kiểm soát lợi nhuận từ hoạt động ngoại hối. Kết quả tất cả các chức năng trên đã được Pháp chuyển giao cho Quốc gia Việt Nam. Thủ tướng Quốc gia Việt Nam Trần Văn Hữu sau khi ký thỏa thuận với Pháp đã tuyên bố: "Nền độc lập của chúng tôi hiện nay thật tuyệt vời". Các quan chức Pháp phàn nàn về Bảo Đại: "Ông ấy tập trung quá mức vào việc lấy lại từ chúng tôi những gì có thể thay vì tìm kiếm sự ủng hộ từ nhân dân... Lịch sử sẽ phán xét ông ấy vì quá chú tâm vào chuyện này". Tuy nhiên người Pháp vẫn giành cho mình quyền quan sát và can thiệp đối với những vấn đề liên quan đến toàn bộ Liên hiệp Pháp. Người Pháp còn có quyền tiếp cận mọi thông tin nhà nước, tham dự vào tất cả các quyết định của chính phủ và nhận một khoản nhỏ từ lợi tức quốc gia của Việt Nam.
Nhiều người Pháp xem đây là một sự từ bỏ quyền lực tai hại của Pháp tại Việt Nam và là sự cáo chung của Pháp ở Đông Nam Á còn phái đoàn Quốc gia Việt Nam xem những kết quả đạt được ở Pau là một bước tiến. Theo họ muốn giành được độc lập hoàn toàn từ Pháp thì phải thực hiện từ từ lâu dài và kiên nhẫn. Archimedes L.A Patti nhận xét: "Tất nhiên họ (Quốc gia Việt Nam) đã lầm, không bao giờ Pháp cho Việt Nam độc lập để mất Đông Dương. Bảo Đại trở về Việt Nam và cho rằng ông ta đã làm hết sức mình để người Pháp phải giữ lời cam kết. Ông sẽ chờ và xem. Có thể người Mỹ sẽ khích lệ giúp đỡ. Nhưng sau một ngày ở Sài Gòn, thấy Pháp từ chối không cho ông sử dụng dinh Norodom, trụ sở chính quyền thuộc địa Pháp, Bảo Đại liền rút lui về nhà ở Đà Lạt. Sự việc này cho thấy rõ tình hình chẳng có gì thay đổi cả".
Ngày 8/12/1950, Quốc gia Việt Nam và Pháp ký Hiệp định quân sự thành lập Quân đội Quốc gia Việt Nam bằng cách đặt một số đơn vị quân đội Pháp tại Việt Nam dưới quyền chỉ huy của Quốc gia Việt Nam. Đến cuối năm 1950, Pháp đã ký kết các Hiệp ước với Quốc gia Việt Nam, trao trả các quyền hành chính, ngoại giao, thuế quan, quản lý xuất nhập cảnh... cho nhà nước này. Việc chuyển giao quyền kiểm soát các cơ quan chức năng cho Quốc gia Việt Nam được thực hiện dần trong những năm sau đó. Tuy đã được Pháp chuyển giao tất cả các chức năng nhà nước nhưng Quốc gia Việt Nam vẫn phải phụ thuộc vào viện trợ và sự bảo vệ của quân Pháp để duy trì hoạt động. Ví dụ, chỉ riêng việc duy trì quân đội đã đòi hỏi hơn 500 tỷ frăng viện trợ. Các hoạt động quân sự của Quốc gia Việt Nam vẫn thuộc quyền chỉ huy của Ủy ban Quân sự mà Tư lệnh là một sĩ quan Pháp.
Tướng Georges Revers, Tổng Tham mưu trưởng quân đội Pháp, được phái sang Việt Nam để nghiên cứu tình hình (tháng 5, 6 năm 1949) và sau đó đã viết: "Hồ Chí Minh đã có khả năng chống cự lại với sự can thiệp của Pháp lâu đến như thế, chính là vì nhà lãnh đạo Việt Minh đã biết tập hợp chung quanh mình một nhóm những người thực sự có năng lực... Ngược lại, Bảo Đại đã có một chính phủ gồm độ 20 đại biểu của toàn các đảng phái ma, trong số đó đảng mạnh nhất cũng khó mà đếm được 25 đảng viên" .
Người Pháp trì hoãn một cách có tính toán việc thi hành thoả hiệp Élysée với Quốc gia Việt Nam. Quân đội của họ tiếp tục tham chiến tại Việt Nam, nhân viên hành chính tiếp tục làm việc ở các cấp chính quyền; Quốc gia Việt Nam chẳng được trao cho một chút quyền hành thực sự nào, như bấy giờ người ta nói, Quốc gia Việt Nam chỉ là một sự nguỵ trang cho nền cai trị của Pháp.

### Hiệp ước Matignon
Tháng ba năm 1954, Thủ tướng Nguyễn Phúc Bửu Lộc mở cuộc điều đình với Pháp về chủ quyền của Việt Nam đòi hỏi Pháp phải ký hai Hiệp ước riêng. Hiệp ước thứ nhất công nhận sự độc lập trọn vẹn của Quốc gia Việt Nam, Quốc gia Việt Nam sẽ trở thành một nước độc lập không bị ràng buộc bởi Chính phủ Pháp. Hiệp ước thứ hai sẽ minh định quan hệ giữa Việt Nam và Pháp. Trong khi đó chiến trận ở Đông Dương càng tăng cường độ. Sự thất trận của Pháp tại Điện Biên Phủ vào tháng Năm càng làm tình hình thêm thúc bách.
Ngày 4/6/1954, trước khi Hiệp định Genève được ký kết 6 tuần, Thủ tướng Pháp đã ký Hiệp ước Matignon (1954) với Thủ tướng Quốc gia Việt Nam công nhận Quốc gia Việt Nam hoàn toàn độc lập và là thành viên của khối Liên hiệp Pháp. Theo đó chính phủ Quốc gia Việt Nam sẽ tự chịu trách nhiệm với những hiệp định quốc tế được ký bởi Chính phủ Pháp trước đó nhưng có liên quan tới họ, cũng như không còn bị ràng buộc bởi bất cứ hiệp ước nào do Chính phủ Pháp ký sau này. Tuy nhiên, có ý kiến cho rằng Quốc gia Việt Nam vẫn bị ràng buộc bởi Liên hiệp Pháp vì chính phủ này chỉ sở hữu một vài thuộc tính của một chủ quyền đầy đủ, và đặc biệt là nó phụ thuộc vào Pháp về quốc phòng. Mặt khác, Hiệp ước Matignon chỉ được ký dưới dạng ghi nhớ giữa 2 Thủ tướng chứ không phải nguyên thủ cao nhất của 2 bên (Tổng thống Pháp René Coty và Quốc trưởng Bảo Đại). Nhiều người đổ lỗi cho Quốc gia Việt Nam vì họ không có chữ ký trong Hiệp định, nhưng chính Pháp cũng từ chối ký vào Hiệp ước đã được thương thảo xong. Bảo Đại đã đến Pháp từ tháng 4 và dự định rằng vấn đề ký chính thức sẽ được giải quyết trong 2-3 tuần, nhưng dự định này đã tắt ngấm khi Hiệp định Genève diễn tiến quá nhanh. Sau khi Hiệp định Genève được ký, Hiệp ước Matignon đã không bao giờ được hoàn thành. Đặc biệt, khi chính quyền của Thủ tướng Joseph Laniel đưa vấn đề trao trả độc lập cho Quốc gia Việt Nam thì bị Quốc hội Pháp kịch liệt phản đối.

### Hiệp định Genève
Vào cuối tháng 4 năm 1954 thì Hội nghị Genève bắt đầu và kéo dài đến khi ký Hiệp ước vào ngày 21 tháng 7 năm 1954. Đây là Hiệp ước có 9 phái đoàn tham dự gồm Anh, Hoa Kỳ, Liên Xô, Cộng hòa Nhân dân Trung Hoa, Pháp, Việt Nam Dân chủ Cộng hòa, Quốc gia Việt Nam, Lào và Campuchia để tái thiết hòa bình ở Đông Dương; trong các thành phần, một số phái đoàn chỉ tham dự mà không ký vào Hiệp ước. Hiệp ước đình chỉ chiến sự, tạm thời chia Việt Nam thành hai phần cho hai lực lượng Việt Minh và Liên hiệp Pháp. Kết quả Hiệp định này trên thực tế đã bãi bỏ quyền cai trị của người Pháp trên bán đảo Đông Dương, công nhận nền độc lập của các quốc gia bản xứ, chính thức chấm dứt chế độ thực dân Pháp tại Đông Dương.
Việc đàm phán và ký Hiệp định Geneve do Pháp tự tiến hành với chính phủ Việt Nam Dân chủ Cộng hòa, Pháp cũng chẳng cần tham khảo ý kiến từ Quốc gia Việt Nam.
Theo Hiệp ước Genève 1954, lãnh thổ nước Việt Nam bị tạm chia làm hai vùng tập kết quân sự, lấy vĩ tuyến 17 (dọc sông Bến Hải) làm giới tuyến quân sự tạm thời. Miền Bắc do lực lượng Quân đội Nhân dân Việt Nam kiểm soát, miền Nam do lực lượng quân đội Liên hiệp Pháp, trong đó có Quân đội Quốc gia Việt Nam kiểm soát, sau một thời gian, theo điều khoản của Hiệp định Genève, quân đội Pháp rút dần về nước. Hiệp ước cũng quy định 300 ngày là thời gian để chính quyền và quân đội Việt Nam Dân chủ Cộng hòa và Liên hiệp Pháp hoàn thành việc tập kết. Dân chúng được tự do đi lại giữa hai miền. Theo Bản tuyên bố cuối cùng sau 2 năm sẽ tiến hành tổng tuyển cử thống nhất Việt Nam.
Ông Trần Văn Đỗ, trưởng đoàn đại diện của Quốc gia Việt Nam tuyên bố sẽ không ký vào Hiệp định Genève với lý do Hiệp định gây chia cắt Việt Nam và đẩy Quốc gia Việt Nam vào thế nguy hiểm. Đại diện phái đoàn Quốc gia Việt Nam ra một tuyên bố riêng: 
"Việc ký hiệp định giữa Pháp và Việt Minh có những điều khoản gây nguy hại nặng nề cho tương lai chính trị của Quốc gia Việt Nam. Hiệp định đã nhường cho Việt Minh những vùng mà quân đội quốc gia còn đóng quân và tước mất của Việt Nam quyền tổ chức phòng thủ. Bộ Tư lệnh Pháp đã tự ấn định ngày tổ chức tuyển cử mà không có sự thỏa thuận với phái đoàn quốc gia Việt Nam... chính phủ Việt Nam yêu cầu Hội nghị ghi nhận một cách chính thức rằng Việt Nam long trọng phản đối cách ký kết Hiệp định cùng những điều khoản không tôn trọng nguyện vọng sâu xa của dân Việt. Chính phủ Việt Nam yêu cầu Hội nghị ghi nhận rằng Chính phủ tự dành cho mình quyền hoàn toàn tự do hành động để bảo vệ quyền thiêng liêng của dân tộc Việt Nam trong công cuộc thực hiện Thống nhất, Độc lập, và Tự do cho xứ sở."

Sau khi Hiệp định Genève được ký kết, về vấn đề hiệp thương thống nhất hai miền, Thủ tướng Quốc gia Việt Nam Ngô Đình Diệm tuyên bố: "Chúng tôi không từ chối nguyên tắc tuyển cử tự do để thống nhất đất nước một cách hòa bình và dân chủ" nhưng còn nói thêm là ông "nghi ngờ về việc có thể bảo đảm những điều kiện của cuộc bầu cử tự do ở miền Bắc" . Thủ tướng Ngô Đình Diệm tuyên bố rằng, mục tiêu của Quốc gia Việt Nam là "thống nhất đất nước trong tự do chứ không phải trong nô lệ" . Mặc dù Ngô Đình Diệm tuyên bố muốn "thống nhất đất nước", nhưng nhà sử học Mortimer T. Cohen cho rằng thực tâm ông Diệm không muốn cuộc tổng tuyển cử diễn ra vì ông ta biết mình sẽ không thể thắng cử trước Hồ Chí Minh. Cuộc tổng tuyển cử đã không thể diễn ra như theo Tuyên bố cuối cùng của hiệp định Genève. Mãi tới năm 1976, Việt Nam Dân chủ Cộng hòa và Cộng hòa miền Nam Việt Nam mới tổ chức được cuộc Tổng tuyển cử để thống nhất chính quyền của hai miền.

### Giai đoạn Hậu Hiệp định Genève 1954 - 1956
Vì chưa hoàn toàn độc lập khỏi Pháp nên lực lượng vũ trang của Quốc gia Việt Nam vẫn theo quân Pháp tập kết về miền Nam Việt Nam. Quân Pháp sẽ rút dần sau hai năm và Việt Nam sẽ tiến hành tổng tuyển cử thống nhất đất nước.
Tuy nhiên, báo cáo của CIA cho Tổng thống Mỹ Eisenhower thấy rằng khoảng 80% dân số Việt Nam sẽ bầu cho Hồ Chí Minh nếu cuộc tổng tuyển cử được thi hành. Có quan điểm cho rằng Ngô Đình Diệm không muốn có cuộc Tổng Tuyển cử vì ông ta biết rằng mình sẽ thua; và không ai có thể thắng Hồ Chí Minh trong cuộc Tổng Tuyển cử tự do, vì ông là một George Washington của Việt Nam. Vì những lý do đó Hoa Kỳ đã hậu thuẫn Quốc gia Việt Nam để cuộc tuyển cử không thể diễn ra.
Theo Tuyên bố cuối cùng của Hiệp định Genève thì Tổng tuyển cử ở cả hai miền được dự trù vào tháng 7 năm 1956 nhưng Tổng thống Ngô Đình Diệm bác bỏ mọi cuộc thảo luận sơ khởi, hành động này khiến Ngô Đình Diệm bẽ mặt ở phương Tây. Theo nhận xét của Tây phương thì Ngô Đình Diệm là kẻ ngoan cố và khao khát quyền lực chuyên chế, nhưng theo Duncanson thì sự thật phức tạp hơn. Miền Bắc có dân số đông hơn miền Nam 2 triệu người (tính cả gần 1 triệu người miền Bắc di cư vào Nam). Hơn nữa, vào thời điểm 1955 – 1956, trước sự hỗn loạn gây ra bởi sự tranh giành của các giáo phái và do hoạt động bí mật của Việt Minh tại miền Nam, cuộc Cải cách ruộng đất tại miền Bắc Việt Nam tạo ra bầu không khí căng thẳng dẫn đến cuộc nổi dậy của nông dân tại các vùng lân cận Vinh. Do vậy, Ducanson cho rằng những tình hình diễn ra ở cả hai miền khiến Ủy hội Quốc tế Kiểm soát Đình chiến Đông Dương không có hy vọng đảm bảo một cuộc bầu cử thật sự tự do trong đó cử tri có thể bỏ phiếu theo ý muốn mà không sợ bị trả thù chính trị Tuy nhiên, trái ngược với quan điểm của Ducanson, theo các báo cáo của Ủy ban Giám sát Quốc tế thì trong giai đoạn 1954-1956, họ chỉ nhận được 19 đơn khiếu nại về việc trả thù chính trị trên toàn lãnh thổ miền Bắc Việt Nam.

### Được Mỹ hỗ trợ
Năm 1954, đội bán quân sự của Mỹ do Edward Lansdale, người của CIA và đã làm cố vấn cho Pháp tại Việt Nam từ 1953, giúp huấn luyện các lực lượng vũ trang của Quốc gia Việt Nam (sau đó đổi tên thành Việt Nam Cộng hòa); xây dựng các cơ sở hạ tầng phục vụ quân sự tại Philippines; bí mật đưa một lượng lớn vũ khí và thiết bị quân sự vào Việt Nam; giúp đỡ phát triển các kế hoạch "bình định Việt Minh và các vùng chống đối" . Ngày 13-12-1954, Mỹ và Pháp ký kết văn kiện cho phép các cố vấn quân sự Mỹ thay thế dần cho sĩ quan Pháp tham gia huấn luyện quân đội Quốc gia Việt Nam ở miền Nam Việt Nam. Tháng 1-1955, Mỹ chính thức viện trợ quân sự trực tiếp cho quân đội Quốc gia Việt Nam.
Tính ra, từ năm 1954 đến năm 1960, Mỹ đã viện trợ cho Việt Nam Cộng hòa 7 tỷ đôla, trong đó viện trợ quân sự là 1.500 triệu đôla. Trong những năm 1954-1956, Mỹ đã bỏ ra 414 triệu đôla giúp trang bị cho các lực lượng thường trực Việt Nam Cộng hòa, gồm 170.000 quân và lực lượng cảnh sát 75.000 quân; 80% ngân sách quân sự của Quốc gia Việt Nam là do Mỹ viện trợ. Từ năm 1955 đến 1960, có tất cả 800 chuyến tàu chờ vũ khí và phương tiện quân sự của Mỹ vào miền Nam Việt Nam. Số viện trợ này giúp Quốc gia Việt Nam đủ sức duy trì bộ máy hành chính và quân đội khi không còn viện trợ của Pháp. Quân đội Quốc gia Việt Nam dần thay thế chiến thuật và vũ khí của Pháp bằng của Mỹ.
Tuy người Pháp công nhận nền độc lập của Quốc gia Việt Nam họ chỉ miễn cưỡng bàn giao các cơ quan hành chính mà họ còn nắm giữ như cố ý gây cản trở tiến trình tách Quốc gia Việt Nam ra khỏi Liên hiệp Pháp, nhất là sau khi Quốc trưởng Bảo Đại chọn Ngô Đình Diệm làm Thủ tướng, một người không có thiện cảm với Pháp. Trong khi đó Pháp tiếp tục chi viện cho nhóm Bình Xuyên và hai giáo phái Cao Đài và Hòa Hảo cho đến năm 1955 mới thôi. Ba nhóm này có khoảng 20.000 quân kiểm soát một vùng rộng lớn; quân Cao Đài chủ yếu ở miền Đông Nam Bộ, quân Hòa Hảo ở miền Tây còn Bình Xuyên chiếm cứ Sài Gòn-Chợ Lớn. Khi không còn chi viện của Pháp nữa, các lực lượng này quay sang làm áp lực và tranh chấp với chính phủ Quốc gia.

### Quân Pháp rút khỏi Việt Nam
Sự kiện quan trọng trong giai đoạn này là việc Tổng thống Hoa Kỳ Eisenhower gửi công hàm chính thức cho Thủ tướng Ngô Đình Diệm cho biết từ đây chính phủ Quốc gia Việt Nam sẽ nhận viện trợ trực tiếp của chính phủ Hoa Kỳ chứ không qua nhà đương cục Pháp như trước.
Ngô Đình Diệm cho rằng cơ hội duy nhất cho chính phủ quốc gia Việt Nam đứng vững được là phải thoát khỏi những ảnh hưởng còn sót lại của Pháp, và ông quyết định phải thực hiện mục tiêu đó. Chỉ sau vài tháng nắm quyền thủ tướng, tháng 12 năm 1954 ông bãi bỏ quyền phát hành giấy bạc của Ngân hàng Đông Dương (một cơ quan do Pháp thành lập), từ nay giấy bạc lưu hành trên lãnh thổ miền Nam sẽ do Ngân hàng Quốc gia Việt Nam mới thành lập phát hành và cục hối đoái giao cho chính phủ Quốc gia Việt Nam quản lý. Tiếp đó ông yêu cầu chính phủ Pháp trong vòng năm tháng thực hiện chuyển giao cho Quốc gia Việt Nam mọi công tác của Quân đội Quốc gia Việt Nam còn phụ thuộc vào bộ chỉ huy Liên hiệp Pháp.

### Xung đột giữa Thủ tướng Ngô Đình Diệm và Quốc trưởng Bảo Đại
Ngoài ra Thủ tướng Ngô Đình Diệm trực tiếp đối đầu với Quốc trưởng Bảo Đại khi ông thông qua Dụ số 21 ngày 11 tháng 3 năm 1955 chính thức sáp nhập Hoàng triều Cương thổ vào lại Trung phần, chấm dứt đặc quyền của người Pháp và Cựu hoàng Bảo Đại trên vùng Thượng và danh xưng Cao nguyên Trung phần được dùng lại.
Quốc trưởng Bảo Đại thấy không điều khiển được Ngô Đình Diệm cũng tán thành theo người Pháp, gây áp lực đòi Mỹ rút lại mọi ủng hộ cho chính phủ Ngô Đình Diệm và gây sức ép buộc ông này từ chức. Bảo Đại muốn đưa Nguyễn Văn Xuân lên làm Thủ tướng, hoặc Phó Thủ tướng, Nguyễn Văn Hinh làm Tổng Tham mưu trưởng còn tướng Bình Xuyên Bảy Viễn làm Bộ trưởng Bộ Nội vụ. Các giáo phái lớn tại miền Nam không quyết định hoàn toàn ủng hộ bên nào. Thậm chí, Đại sứ J. Lowton Collins cũng muốn thay thế ông Diệm. Collins quay về Mỹ vài lần, thuyết phục chính phủ Mỹ gây sức ép buộc ông Diệm từ chức.
Thời điểm này, chính phủ của ông Diệm cũng như bản thân ông tồn tại được thực chất là nhờ những tác động hết sức cần thiết của những người bạn là dân biểu và thượng nghị sĩ Mỹ mà ông đã tranh thủ được khi sang Mỹ vận động vào năm 1950. Khi Đại sứ J. Lowton Collins yêu cầu Washington phải thay thế Ngô Đình Diệm, Ngoại trưởng Hoa Kỳ Dulles tham vấn Thượng nghị sĩ Mike Mansfield. Thượng nghị sĩ Mike Mansfield khen ngợi Ngô Đình Diệm hết lời nên Ngoại trưởng Dulles chỉ thị Đại sứ J. Lowton Collins tiếp tục ủng hộ ông Diệm.
Ngày 1 tháng Giêng, Ngô Đình Diệm ký nghị định hủy bỏ những sòng bài Kim Chung (khu cầu Muối) và Đại Thế giới (Grande Monde) ở Chợ Lớn. Xóm Bình Khang mại dâm cũng bị dẹp, chấm dứt những nguồn tài chính lớn này của Bình Xuyên. Nhóm này cùng với lực lượng Cao Đài và Hòa Hảo lập Mặt trận Thống nhứt Toàn lực Quốc gia vào tháng 3 với sự ủng hộ ngầm của Pháp nhằm lật đổ Thủ tướng Ngô Đình Diệm. Do là trước năm 1955, Pháp chi viện cho hai giáo phái 5 triệu đồng mỗi tháng nhưng từ khi Thủ tướng Ngô Đình Diệm không chịu giải ngân số tiền cho các môn phái này nữa kể từ trung tuần tháng hai 1955 thì ba lực lượng trên chống đối ra mặt. Bình Xuyên còn vận động Quốc trưởng Bảo Đại làm áp lực với Thủ tướng vì sòng bài đã cung cấp lợi tức cho Bảo Đại một triệu đồng mỗi ngày (trị giá 28.500 Mỹ kim theo tỷ giá hối đoái đương thời).
Ngày 21 tháng 3 năm 1955, Mặt trận gửi tối hậu thư cho thủ tướng đòi quyền tham chính. Thủ tướng phải gọi tướng Đỗ Cao Trí về để chống lại công an cảnh sát do Bình Xuyên chỉ huy. Bình Xuyên phản công, pháo kích vào Dinh Độc lập ngày 28 Tháng Ba. Sang tháng 4 năm 1955 thì quân Bình Xuyên đánh thành Cộng Hòa. Quân đội Quốc gia phản công, phá được căn cứ chính của Bình Xuyên ở khu vực cầu Chữ Y khiến lực lượng Bình Xuyên phải triệt thoái khỏi Sài Gòn, Chợ Lớn và rút về Rừng Sác.
Sau đó lại có tin Bảo Đại đòi Ngô Đình Diệm sang Pháp trình diện để giải quyết các tranh chấp. Thủ tướng liền cho triệu tập một số đoàn thể chính trị và nhân sĩ vào Dinh Độc lập hội kiến và tham khảo tìm cách đối phó với tình trạng ngày thêm xáo trộn. Nhóm này liền liên kết lập ra Ủy ban Cách mạng Quốc gia và trình lên ba kiến nghị cũng vào ngày 29 tháng 4 năm 1955:
1/ Truất phế Bảo Đại,
2/ Giải tán chính phủ hiện hữu,
3/ Ủy nhiệm Ngô Đình Diệm thanh trừng quân phiến loạn Bình Xuyên, buộc Pháp rời khỏi Miền Nam, và mở cuộc bầu cử quốc dân đại hội.
Tháng 9 năm 1955, Thủ tướng Ngô Đình Diệm chỉ đạo Đại tá Dương Văn Minh mở Chiến dịch Hoàng Diệu truy nã Bình Xuyên ở Rừng Sác. Quân Bình Xuyên bị hoàn toàn tiêu diệt. Lê Văn Viễn lưu vong sang Campuchia rồi sang Pháp, chấm dứt thực lực của Bình Xuyên.
Ngô Đình Diệm đã dẹp yên chuyện tướng Nguyễn Văn Hinh công khai đối đầu và đe dọa đảo chính đồng thời cương quyết từ chối cho Tướng Bình Xuyên là Bảy Viễn (Lê Văn Viễn) tham gia chính quyền dù Bảy Viễn đe dọa tắm máu Sài Gòn nếu yêu cầu của mình không được đáp ứng.

### Thành lập Việt Nam Cộng hòa
Năm 1955, nhờ gian lận trong một cuộc trưng cầu ý dân, Thủ tướng Ngô Đình Diệm phế truất Quốc trưởng Bảo Đại, lên làm Tổng thống đầu tiên của chính phủ Việt Nam Cộng hòa. Đây là nền Đệ Nhất Cộng hòa Việt Nam và tên gọi Quốc gia Việt Nam không còn được sử dụng nữa.
Phía Việt Nam Dân chủ Cộng hòa luôn coi cuộc trưng cầu ý dân là một trò hề khi Ngô Đình Diệm đã gian lận một cách trắng trợn và không thừa nhận cuộc trưng cầu ý dân này.

## Quân đội

### Thành lập
Ngày 8/12/1950, Quốc gia Việt Nam và Pháp ký Hiệp định quân sự thành lập Quân đội Quốc gia Việt Nam bằng cách đặt một số đơn vị quân đội Pháp tại Việt Nam dưới quyền chỉ huy của Quốc gia Việt Nam. Dự kiến quân đội này sẽ bao gồm 120.000 quân và 4.000 sĩ quan. Pháp sẽ hỗ trợ Quốc gia Việt Nam thành lập những đơn vị mới do sĩ quan Việt Nam chỉ huy và đào tạo sĩ quan người Việt thay thế dần những sĩ quan Pháp đang hiện diện trong Quân đội Quốc gia Việt Nam.
Về việc thành lập Quân đội Quốc gia Việt Nam, tướng Jean de Lattre de Tassigny nhận xét "người Việt có khả năng trở thành những chiến binh xuất sắc". Chỉ cần vài tuần huấn luyện là có thể tạo ra những đơn vị có khả năng tác chiến. Thanh niên Việt Nam rất nhiều, nếu Quốc gia Việt Nam không tuyển mộ thì sẽ bỏ phí, hơn nữa có thể Việt Minh sẽ tuyển mộ những người đó. Vấn đề của Quân đội Quốc gia Việt Nam là thiếu chỉ huy người Việt. Để giải quyết vấn đề này cần sự trợ giúp của Mỹ. Bất cứ một sĩ quan Pháp nào cũng sẽ gây ra tranh chấp làm suy yếu đơn vị anh ta chỉ huy. Tuy nhiên de Lattre kiên quyết chống lại viện trợ trực tiếp của Mỹ cho Quân đội Quốc gia Việt Nam.

### Phát triển
Trong nỗ lực thành lập Quân đội Quốc gia Việt Nam, vấn đề cơ bản là đào tạo sĩ quan và hạ sĩ quan. Quốc gia Việt Nam thừa nhận họ thiếu những người được huấn luyện quân sự nhưng tuyên bố vì lý do chính trị họ rất ngại sử dụng sĩ quan Pháp. Nhưng Pháp lại không chấp nhận trang bị vũ khí cho những đơn vị Quân đội Quốc gia Việt Nam mới thành lập trừ khi Việt Nam chấp nhận một tỷ lệ nhất định sĩ quan nước ngoài trong Quân đội Quốc gia Việt Nam trong thời gian sĩ quan Việt Nam đang được đào tạo. Quốc gia Việt Nam sẽ mở những trường đào tạo sĩ quan. Pháp có trách nhiệm hỗ trợ Quốc gia Việt Nam trong công tác huấn luyện sĩ quan.

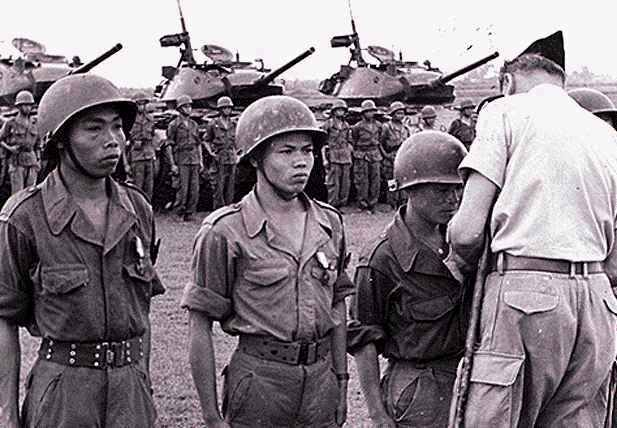
Sĩ quan Pháp trao huân chương cho binh lính quân đội Quốc gia Việt Nam

Do vậy, có tài liệu cho rằng Quân đội Quốc gia Việt Nam được huấn luyện kém và không có sĩ quan chỉ huy cấp cao người Việt. Pháp chỉ đơn giản là đưa những người lính mới tuyển mộ được vào các quân đoàn Viễn chinh của chính Pháp, tại đó, người chỉ huy là các sĩ quan Pháp.
Quân đội Quốc gia Việt Nam phát triển nhanh chóng về số lượng bao gồm những tiểu đoàn bộ binh hạng nhẹ. Tính đến mùa đông năm 1953 Quân đội Quốc gia có 200.000 quân chính quy (trong đó có 50.000 quân dự bị) và 78.000 địa phương quân. Vào tháng chạp năm 1954, sau khi Kế hoạch Navarre được triển khai thì quân số trong Quân đội Quốc gia Việt Nam lên tới 230.000 người, trong đó có 165.000 quân chính quy và 65.000 quân địa phương. Số tiền người Pháp bỏ ra để viện trợ cho hoạt động của quân đội này là: 524 tỉ francs năm 1952, 585 tỉ năm 1953, 575 tỉ năm 1954.
Ngày 1 tháng 12 năm 1948, Chính phủ Quốc gia Việt Nam lập ra Trường Sĩ quan Việt Nam ở Đập Đá, Huế để đào tạo nhân sự chỉ huy cho Quân đội Quốc gia Việt Nam. Hai năm sau, trường sở được chuyển lên Đà Lạt với tên mới là Trường Võ bị Liên quân Đà Lạt, khai giảng ngày 5 tháng 11 năm 1950.
Hai Trường Sĩ quan Trừ bị Thủ Đức và Nam Định được thành lập ngày 11/5/1950 và chính thức hoạt động ngày 1/10/1951, có trách nhiệm đào tạo sĩ quan cho Quân đội Quốc gia Việt Nam. Số sĩ quan đào tạo được trong giai đoạn 1951 - 1954 của hai trường này là:
- Trường Sĩ quan Trừ bị Thủ Đức: 5.368 sĩ quan
- Trường sĩ quan Nam Định: 255 sĩ quan (trường này chỉ mở một khóa duy nhất từ 1/10/1951 đến 1/6/1952)

Tổng số sĩ quan hai trường đào tạo được trong giai đoạn 1951 - 1954 là 5.623 người. Sau khi tốt nghiệp, các sĩ quan được mang cấp bậc Thiếu úy.
Đến cuối năm 1953, Quân đội Quốc gia Việt Nam được đặt dưới quyền chỉ huy của tướng Nguyễn Văn Hinh. Thời điểm này các đơn vị trong Quân đội Quốc gia Việt Nam bắt đầu tác chiến độc lập dưới sự chỉ huy của sĩ quan người Việt. Tuy vậy, trong các chiến dịch lớn, thực tế các sĩ quan người Việt này vẫn nằm dưới sự chỉ huy của sĩ quan Pháp thuộc Bộ Tư lệnh quân đội Liên hiệp Pháp tại Đông Dương (ví dụ như trong trận Điện Biên Phủ các tiểu đoàn Quốc gia Việt Nam phải tuân lệnh của trung tá Pháp Pierre Langlais). Hiệp ước Elysee cũng ghi rõ: "Trong thời chiến, toàn thể quân đội Việt Nam và Liên hiệp Pháp được đặt chung dưới quyền chỉ huy của Ủy ban Quân sự mà Tư lệnh sẽ là một sĩ quan Pháp có một Tham mưu trưỏng phụ tá."
Edmund A. Gullion, Bí thư Cố vấn Pháp ở Sài Gòn (từ 1950) cho rằng: "Thật khó mà truyền được một tinh thần dân tộc hăng say vào một đội quân người bản xứ mà trước đây sĩ quan và hạ sĩ quan của họ đều là người Pháp da trắng... Các đơn vị Việt Nam đi hoạt động rất ít khi được người Pháp hỗ trợ... Có lẽ dấu hiệu có ý nghĩa nhất và cũng là đáng buồn nhất trong việc Pháp thiếu sót không tổ chức được quân đội Việt Nam thực sự độc lập và có thế chiến đấu theo cách của De Lattre hiểu, là ở Điện Biên Phủ đã vắng bóng mọi đơn vị chiến đấu Việt Nam. Đó là một cuộc trình diễn của Pháp". Tại Điện Biên Phủ, ngày 6/5/1954, người Việt chiếm gần 3% số sĩ quan, 16,2% số hạ sĩ quan, 39,2% số lính. Tuy nhiên quân đội Quốc gia Việt Nam có tinh thần chiến đấu thấp và có ít tiếng nói trong việc quyết định các vấn đề chiến thuật và chiến lược, và cũng có rất ít lý do để chiến đấu một cách mãnh liệt trong một cuộc chiến tranh của người Pháp.

### Tập kết vào miền Nam
Sau khi Pháp thua trận Điện Biên Phủ và ký Hiệp định Genève, quân đội Quốc gia Việt Nam theo quân Pháp tập kết về miền Nam Việt Nam. Ngày 12 tháng 1 năm 1955, Ngô Đình Diệm đã bổ nhiệm Thiếu tướng Lê Văn Tỵ vào chức vụ Tổng Tham mưu trưởng. Quân đội Quốc gia Việt Nam chuyển sang nằm dưới quyền chính phủ Đệ Nhất Cộng hòa Việt Nam của tổng thống Ngô Đình Diệm và trở thành hạt nhân của Quân lực Việt Nam Cộng hòa.

## Ngoại giao
Chiếu theo Điều II trong Hiệp ước Élysée thì Quốc gia Việt Nam có quyền trao đổi đại sứ với các nước khác nhưng Tổng thống Pháp, nhân danh Chủ tịch Liên hiệp Pháp có quyền phê chuẩn hay không chấp nhận, đồng thời "Việt Nam sẽ theo đuổi một chính sách ngoại giao phù hợp với chính sách của Liên hiệp Pháp". Tính đến đầu năm 1950 có 35 quốc gia công nhận Quốc gia Việt Nam, trong số đó có Hoa Kỳ, Nam Hàn, Xiêm La, Ba Tư, Bỉ, Tân Tây Lan, Úc, Hy Lạp, Tây Ban Nha và các nước Nam Mỹ.
Hoa Kỳ và Vương quốc Liên hiệp Anh và Bắc Ireland công nhận Chính quyền Quốc gia Việt Nam ngày 7 tháng 2 năm 1950. Donald Heath được cử làm đại sứ Mỹ đầu tiên sang nhận nhiệm sở ở Sài Gòn.
Trong quá trình tồn tại, trước sức ép từ Mỹ, Pháp phải nới rộng tính độc lập và tự trị của Quốc gia Việt Nam so với lúc mới thành lập. Tháng 9/1951, Quốc gia Việt Nam đại diện Việt Nam tham gia Hội nghị San Francisco gồm phái đoàn của 51 nước để thảo luận về việc ký Hiệp ước Hoà bình với Nhật Bản. Một dấu mốc ngoại giao của Quốc gia Việt Nam là việc cùng Pháp đổ quân tiếp quản hai quần đảo Hoàng Sa và Trường Sa từ tay Đế quốc Nhật Bản.

## Các đời Thủ tướng
Quốc gia Việt Nam theo hình thức quân chủ lập hiến với nguyên thủ là Quốc trưởng Bảo Đại. Về mặt hành pháp có chức vụ Thủ tướng, được chỉ định bởi Quốc trưởng và chịu trách nhiệm trước Quốc trưởng.
| Stt | Họ và tên                    | Hình ảnh | Thời gian tại nhiệm    | Chú thích                              |
| --- | ---------------------------- | -------- | ---------------------- | -------------------------------------- |
| 1   | Nguyễn Văn Xuân (1892-1989)  |          | 27/5/1948 - 14/7/1949  | Chính phủ Trung ương Lâm thời Việt Nam |
| 2   | Bảo Đại (1913-1997)          |          | 14/7/1949 - 21/1/1950  | Quốc trưởng kiêm nhiệm Thủ tướng       |
| 3   | Nguyễn Phan Long (1889-1960) |          | 21/1/1950 - 27/4/1950  |                                        |
| 4   | Trần Văn Hữu (1895-1985)     |          | 6/5/1950 - 3/6/1952    |                                        |
| 5   | Nguyễn Văn Tâm (1893-1990)   |          | 23/6/1952 - 7/12/1953  |                                        |
| 6   | Bửu Lộc (1914-1990)          |          | 11/1/1954 - 16/6/1954  |                                        |
| 7   | Ngô Đình Diệm (1901-1963)    |          | 16/6/1954 - 23/10/1955 |                                        |

Ngày 16 Tháng Sáu năm 1954 Quốc trưởng Bảo Đại bổ nhiệm Ngô Đình Diệm làm Thủ tướng trong khi ở Genève các phe tham chiến đang thương thuyết tìm một giải pháp cho cuộc chiến ở Đông Dương. Sang đầu tháng Bảy danh sách Nội các như sau:

## Thành phần Chính phủ từ tháng 7/1954 đến tháng 10/1955
| Stt | Họ và tên                    | Chức vụ                              | Chú thích                             |
| --- | ---------------------------- | ------------------------------------ | ------------------------------------- |
| 1   | Ngô Đình Diệm                | Thủ tướng                            | kiêm Tổng trưởng Nội vụ và Quốc phòng |
| 2   | Trần Văn Chương (1898-1986)  | Quốc vụ khanh                        |                                       |
| 3   | Trần Văn Đỗ (1903-1990)      | Bộ trưởng Ngoại giao                 |                                       |
| 4   | Phan Khắc Sửu (1905-1970)    | Bộ trưởng Canh nông                  |                                       |
| 5   | Trần Văn Của                 | Tổng trưởng Tài chính và Kinh tế     |                                       |
| 6   | Trần Văn Bạch                | Tổng trưởng Công chánh và Giao thông |                                       |
| 7   | Nguyễn Dương Đôn (1911-1999) | Bộ trưởng Giáo dục                   |                                       |
| 8   | Nguyễn Tăng Nguyên           | Tổng trưởng Lao động và Thanh niên   |                                       |
| 9   | Phạm Hữu Chương              | Tổng trưởng Y tế và Xã hội           |                                       |
| 10  | Trần Chánh Thành             | Bộ trưởng Phủ Thủ tướng              |                                       |
| 11  | Lê Ngọc Chấn                 | Bộ trưởng Quốc phòng                 |                                       |
| 12  | Nguyễn Ngọc Thơ (1908-1976)  | Bộ trưởng Nội vụ                     |                                       |
| 13  | Lê Quang Luật                | Bộ trưởng Thông tin                  |                                       |
| 14  | Bùi Văn Thinh                | Bộ trưởng Tư pháp                    |                                       |
| 15  | Phạm Duy Khiêm (1908-1974)   | Phát ngôn viên Phủ Thủ tướng         |                                       |

## Đánh giá

### Tính pháp lý của việc thành lập Quốc gia Việt Nam
Theo một phân tích pháp lý thì Hiệp định Élysée (bản Hiệp định thành lập Quốc gia Việt Nam) là một văn bản bất hợp pháp, bởi cả hai bên tham gia ký kết đều không có đủ tư cách pháp lý vì những lý do sau:
- Chính phủ Pháp không còn tư cách pháp lý quốc tế ở Việt Nam sau khi vua Bảo Đại ra Tuyên cáo tháng 3-1945, theo đó xóa bỏ những hiệp ước mà nhà Nguyễn đã ký với Pháp.
- Bảo Đại cũng không còn tư cách pháp lý đại diện cho nước Việt Nam, bởi ông đã thoái vị ngày 25-8-1945 và chỉ còn là một công dân bình thường. Một công dân thì không có quyền đại diện cho quốc gia để ký kết Hiệp định với nước ngoài (chỉ có nguyên thủ quốc gia hoặc Quốc hội mới có quyền này).
- Chính phủ đại diện cho nước Việt Nam khi đó là Việt Nam Dân chủ Cộng hòa. Mọi văn bản do công dân Việt Nam ký với bất kỳ chính phủ nào mà không được sự cho phép của Chính phủ Việt Nam Dân chủ Cộng hòa thì đều là vô giá trị.

### Lập trường của Việt Nam Dân chủ Cộng hòa
Việt Nam Dân chủ Cộng hòa bác bỏ sự tồn tại của Quốc gia Việt Nam ngay từ khi Quốc gia Việt Nam mới thành lập năm 1949. Việt Nam Dân chủ Cộng hòa do Hồ Chí Minh lãnh đạo chưa bao giờ thừa nhận tính chính danh và hợp pháp của nó. Họ cho rằng đó không phải là ý nguyện của người dân Việt Nam muốn được độc lập hoàn toàn, thay vì vẫn duy trì một quốc gia thuộc Liên hiệp Pháp. Việt Nam Dân chủ Cộng hòa xem Quốc gia Việt Nam chỉ là Chính phủ bù nhìn, là chiêu bài để Pháp thi hành chính sách "Da vàng hóa chiến tranh", dùng "Độc lập giả hiệu" để mê hoặc người Việt trong khi Pháp vẫn ngầm đứng sau khống chế.
Theo Việt Nam Dân chủ Cộng hòa, Pháp đã tự nguyện từ bỏ quyền đại diện trên trường quốc tế ngay từ khi Pháp trao quyền kiểm soát Việt Nam cho Phát xít Nhật vào năm 1945. Bảo Đại (tên thật là Vĩnh Thụy) cũng không có tư cách pháp lý đại diện cho quốc gia sau khi thoái vị ngày 25-8-1945 và trở thành một công dân bình thường. Chính phủ Việt Nam Dân chủ Cộng hòa được bầu lên bởi cuộc tổng tuyển cử tháng 1 năm 1946 nên Chính phủ Việt Nam Dân chủ Cộng hòa là người đại diện chính danh duy nhất của toàn bộ nhân dân Việt Nam ở cả ba miền Bắc-Trung-Nam. Chính phủ Quốc gia Việt Nam không đủ cơ sở pháp lý và thực tế để trở thành người đại diện cho nhân dân Việt Nam. Do cả Chính phủ Pháp và Chính phủ Quốc gia Việt Nam không phải là người đại diện chính danh của nhân dân Việt Nam nên bất kỳ văn kiện pháp lý liên quan tới nhân dân Việt Nam và đất nước Việt Nam được ký bởi Chính phủ Pháp và Chính phủ Quốc gia Việt Nam đều vô giá trị
Cũng theo Việt Nam Dân chủ Cộng hòa, 95% lãnh thổ Việt Nam thực tế vẫn ở dưới quyền của họ nên Việt Nam Dân chủ Cộng hòa mới là chính phủ chính danh, là người đại diện hợp pháp cho nhân dân Việt Nam.
Thái độ của Chủ tịch Hồ Chí Minh đối với việc Vĩnh Thụy tự ý thỏa hiệp với Pháp: "Ông Vĩnh Thụy đã trịnh trọng thề trung thành với Tổ quốc, với nhân dân và Chính phủ. Nếu ông ấy cam tâm buôn dân bán nước, thì ông ấy sẽ bị tội phản quốc như những kẻ phản quốc khác... Việt Nam Dân chủ Cộng hòa không nhìn nhận những cuộc đàm phán ấy (cuộc đàm phán giữa cựu hoàng Bảo Đại cũng như các thành viên trong nội các Quốc gia Việt Nam với Chính phủ Pháp)... Giữa một tư nhân với Chính phủ (các chính phủ hợp hiến trên thế giới) cả nước bầu lên, thì có gì là sửa đổi mối quan hệ?. Vĩnh Thụy trở về với 10.000 viễn binh Pháp, để giết hại thêm đồng bào Việt Nam. Vĩnh Thụy cam tâm bán nước, đó là sự thực. Âm mưu của thực dân Pháp là đặt lại chế độ nô lệ ở Việt Nam. Vĩnh Thụy làm tay sai cho thực dân, là một tên phản quốc. Pháp luật Việt Nam tuy khoan hồng với những người biết cải tà quy chính nhưng sẽ thẳng tay trừng trị những tên Việt gian đầu sỏ đã bán nước buôn dân. Quân và dân Việt Nam quyết tâm đánh tan tất cả âm mưu của thực dân, quyết kháng chiến để tranh cho kỳ được độc lập và thống nhất thật sự. Chúng tôi không cần gì đến bọn bù nhìn và phản quốc."
Khi trả lời điện phỏng vấn của Dân quốc Nhật báo (Trung Hoa Dân Quốc) ngày 3/4/1949, Chủ tịch Hồ Chí Minh đã trả lời câu hỏi về hiệp định Elysée như sau: 
"Đối với dân Việt Nam, đó chỉ là một tờ giấy lộn. Thứ thống nhất và độc lập giả hiệu ấy chẳng lừa bịp được ai. Ngay nhân dân Pháp và dư luận thế giới cũng đã hiểu rõ và tố cáo điều đó. Lúc nào quân đội thực dân Pháp hoàn toàn rút khỏi đất nước Việt Nam, thì mới có thống nhất và độc lập." 
Đài Tiếng nói Việt Nam nhận định: "Bước chuyển từ "Quốc gia Việt Nam" sang "Việt Nam Cộng hòa" là bước chuyển từ làm tay sai cho thực dân Pháp sang làm tay sai cho đế quốc Mỹ... Quân đội "Quốc gia Việt Nam" của Bảo Đại là để bảo vệ nền thống trị của người Pháp ở Đông Dương. Viên tướng tư lệnh Phạm Văn Phú, kẻ đã bại trận thảm hại tại chiến trường Tây Nguyên năm 1975, cũng từng là lính Việt chiến đấu hăng hái bên các chiến hữu Pháp tại Điện Biên Phủ năm 1954. Tại Điện Biên, ông Phạm Văn Phú khi đó si mê hát Quốc ca Pháp, hô hào các binh sĩ ngụy khác đánh trả quân Việt Minh của tướng Võ Nguyên Giáp".
Theo Việt Nam Dân chủ Cộng hòa, tổng tuyển cử năm 1946 là việc khẳng định tính pháp lý của Nhà nước Việt Nam Dân chủ Cộng hòa cũng như quyền tự quyết dân tộc của nhân dân Việt Nam. Từ đó cho thấy, Việt Nam Dân chủ Cộng hòa là người được nhân dân Việt Nam chính thức và hợp pháp trao cho tư cách là người đại diện chính danh duy nhất cho nhân dân Việt Nam và là lực lượng duy nhất có quyền bảo vệ nhân dân Việt Nam.
Theo Từ điển bách khoa quân sự Việt Nam (2007) thì: 
"Ngụy quyền là chính quyền bản xứ do thế lực nước ngoài dựng lên, nuôi dưỡng, sử dụng làm công cụ xâm lược, nô dịch cho họ. Ở Việt Nam, chính quyền Bảo Đại (Quốc gia Việt Nam) và chính quyền Sài Gòn (1954-1975) đều là ngụy quyền (do Pháp và Mỹ dựng lên)" .

### Hoa Kỳ
Nhà nước Quốc gia Việt Nam hình thành thông qua đàm phán nên nó là sản phẩm dàn xếp giữa Pháp và một số chính trị gia Việt Nam không ủng hộ Chính phủ kháng chiến Việt Nam Dân chủ Cộng hòa. Tài liệu của Lầu Năm Góc đánh giá chế độ Bảo Đại không có tính đại chúng cũng không hiệu quả còn quân đội của nó, phụ thuộc vào sự chỉ huy của sĩ quan Pháp, thiếu sức mạnh.
Nhà sử học Stephen G. Hyslop tổng kết: những quốc gia được trao trả độc lập hòa bình chủ yếu là thuộc địa của Anh và Hà Lan, những quốc gia đi theo chủ nghĩa thực dân định cư vốn không còn tha thiết duy trì thuộc địa vì thu được ít lợi tức, trong khi đó người Pháp thì ngược lại. Họ là nước đi theo chủ nghĩa thực dân bóc lột và không muốn mất đi lợi tức từ thuộc địa, nên đã cố gắng tái chiếm thuộc địa tới cùng cho tới lúc bị đánh bại mới thôi (như ở Việt Nam và Algérie).
Theo nhà sử học Archimedes L.A Patti: Nước Pháp chưa bao giờ tỏ ra một chút gì muốn "giải thoát" cho thuộc địa cũ của nó. Ngày 2/5/1945, tại Hội nghị San Francisco, Bộ trưởng Ngoại giao Pháp G. Bidault tuyên bố chỉ có Pháp mới có quyền quyết định tương lai Đông Dương, rằng quyền ủy trị có thể áp dụng trên các thuộc địa khác chứ không thể áp dụng cho Đông Dương.
Ngày 5 tháng 6 năm 1948, Bảo Đại và Bollaert ký kết Hiệp định tại Vịnh Hạ Long trong đó Pháp tuyên bố "trịnh trọng công nhận nền độc lập của Việt Nam", nhưng đặc biệt Pháp chỉ giữ lại quyền kiểm soát công tác đối ngoại và quân đội, việc chuyển giao các chức năng khác của chính phủ sẽ được giải quyết ở các cuộc thương lượng sau. Thực tế Quốc gia Việt Nam chẳng được trao cho quyền hành gì. Việt Minh chỉ trích Bảo Đại là xấu xa, tội lỗi vì đã lấy lại từ người Pháp chữ "độc lập" thần kỳ mà Hồ Chí Minh đã cố gắng giành giật ở Fontainebleu không được. Đến ngày 8 tháng 3 năm 1949, Tổng thống Pháp Vincent Auriol và Cựu hoàng Bảo Đại ký Hiệp ước Elysée, trong đó các bộ phận chủ chốt trong chính phủ vẫn do Pháp nắm giữ và cơ cấu thuộc địa cũ vẫn còn nguyên vẹn. Bảo Đại đã ký Hiệp định Elysée để nhằm một khi nắm chính quyền, ông có thể chơi ván bài quốc tế theo kiểu của ông. Ông đã đặt lòng tin vào sự ủng hộ của Mỹ mà ông hy vọng sẽ kiềm chế được Pháp và cung cấp cho Việt Nam viện trợ kinh tế cần thiết. L.A Patti nhận xét Bảo Đại vừa là một nhà chính trị vừa là một người dân tộc chủ nghĩa.
Tháng 10/1951, nghị sĩ John F. Kennedy - về sau trở thành Tổng thống Mỹ - đã đến Việt Nam để khảo sát. Lúc đó, Mỹ đang tài trợ một cách hào phóng cho chiến tranh của thực dân Pháp ở Đông Dương, nhưng Kennedy tự hỏi: tại sao viện trợ Mỹ vẫn không thể giúp Pháp chiến thắng? Ông nêu lên một câu hỏi khiến tướng De Lattre, Cao ủy kiêm Tổng chỉ huy quân Pháp ở Đông Dương phải tức giận: "Tại sao ông có thể trông mong người Việt Nam (Quốc gia Việt Nam) chiến đấu (chống lại Việt Minh) để duy trì nước họ như một bộ phận của Pháp?". Về lại Mỹ, Kennedy phát biểu ngày 15-11-1951 trên đài phát thanh: 
"Các xứ Đông Dương là những chính phủ bù nhìn, những lãnh địa của các ông hoàng (chỉ cựu hoàng Bảo Đại và các quốc vương Lào và Campuchia) thuộc Pháp với tài nguyên to lớn nhưng là những ví dụ điển hình của đế quốc và thực dân mà người ta có thể thấy bất kỳ nơi đâu... Ở Đông Dương, chúng ta [Mỹ] đang liên kết với nỗ lực tuyệt vọng của một đế chế Pháp muốn bám lấy những mảnh còn lại của đế quốc. Kết quả là (chúng ta) không có sự ủng hộ sâu rộng của nhân dân Việt Nam đối với chính phủ bản xứ (tức chính phủ Quốc gia Việt Nam của Bảo Đại)".
Công việc đặt ra trước mắt Bảo Đại khi thành lập chính phủ đầy những khó khăn: sự ngoan cố của Pháp, sự thờ ơ của quần chúng và sự chống đối về chính trị. Người Pháp trì hoãn một cách có tính toán việc thi hành thoả hiệp Élysée. Quân đội của họ vẫn ở lại Việt Nam, nhân viên hành chính tiếp tục làm việc ở các cấp chính quyền; Quốc gia Việt Nam chẳng được trao cho một chút quyền hành thực sự nào, như bấy giờ người ta nói, Quốc gia Việt Nam chỉ là một sự nguỵ trang cho nền cai trị của Pháp.

### Pháp
Kỳ thực Pháp coi giải pháp Bảo Đại chỉ là do tình thế thúc ép, họ không tin tưởng và tôn trọng chính phủ này.
Năm 1949, Tổng Tham mưu trưởng lục quân Pháp, Đại tướng Revers sau chuyến khảo sát tình hình Đông Dương đã có bản tường trình mật trong đó viết: "Vấn đề điều đình với Việt Nam thì tìm những người quốc gia chống cộng để điều đình. Giải pháp Bảo đại chỉ là một giải pháp thí nghiệm, nhưng chế độ Bảo Đại là một chế độ ung thối với sự tham nhũng, buôn lậu đồng bạc, buôn lậu giấy phép nhập cảng, những khu chứa cờ bạc đĩ điếm..." (Trung tâm du hí Đại thế Giới ở Chợ Lớn được chính phủ Bảo Đại cho phép công khai sòng bạc và chứa mại dâm để kiếm chác). Bản tường trình sau đó bị lộ khiến chính phủ Pháp "muối mặt", và Revers bị cho về hưu non sau khi ra khai trình tại Hội đồng tối cao quân lực. Bản thân Bảo Đại cũng nhận xét rằng: "Cái được gọi là giải pháp Bảo Đại hóa ra là giải pháp của người Pháp." 
Trên thực tế, Hiệp ước Elysée quy định về quân sự: "Trong thời chiến, toàn thể quân đội Việt Nam và Liên hiệp Pháp được đặt chung dưới quyền chỉ huy của Ủy ban quân sự mà Tư lệnh sẽ là một sĩ quan Pháp có một Tham mưu trưởng phụ tá."
Hơn nữa, chính Pháp trước đó cũng đã ký với Chính phủ Việt Nam Dân chủ Cộng hòa bản Hiệp định sơ bộ Pháp-Việt 1946 và Tạm ước Việt - Pháp, với những hứa hẹn tương tự sẽ công nhận Việt Nam là "nước tự do" thuộc Liên hiệp Pháp. Nhưng sau đó hai bên tiếp tục có những xung đột quân sự tại Hải Phòng và Hà Nội. Khi Pháp gửi tối hậu thư đòi Việt Nam Dân chủ Cộng hòa đình chỉ mọi hoạt động chuẩn bị chiến tranh, tước vũ khí của Tự vệ Hà Nội và trao cho quân đội Pháp việc duy trì an ninh tại Hà Nội, chính phủ Việt Nam Dân chủ Cộng hòa từ chối nhượng bộ. Ngay sau đó, Chủ tịch Hồ Chí Minh ra Lời kêu gọi toàn quốc kháng chiến.
Người Pháp nhận thức rằng sự sụp đổ của hệ thống thuộc địa trên phạm vi thế giới là một xu hướng thực tế nhưng với tư cách một cường quốc, người Pháp tiếp tục đẩy mạnh chiến tranh, nhằm tìm cho nước Pháp "một lối thoát danh dự" ra khỏi cuộc chiến tại Việt Nam. Những người Pháp ủng hộ cuộc chiến cho rằng nếu Pháp để mất Đông Dương, sở hữu của Pháp tại hải ngoại sẽ nhanh chóng bị mất theo. Chính vì thế Pháp cố kéo dài cuộc chiến cho đến năm 1954, cho tới khi bị Việt Nam Dân chủ Cộng hòa đánh bại ở trận Điện Biên Phủ.
Đối với hệ thống thuộc địa của Pháp, Hiến pháp Pháp năm 1946 quy định Liên hiệp Pháp bao gồm Pháp, các lãnh thổ hải ngoại của Pháp và những nhà nước liên quan (Điều 60). Tình trạng của từng quốc gia thuộc Liên hiệp Pháp phụ thuộc vào các điều ước quốc gia này ký kết với Pháp quy định mối quan hệ với Pháp (Điều 61). Sau thất bại tại Điện Biên Phủ và việc ba nước Đông Dương giành độc lập hoàn toàn, tại các thuộc địa khác của Pháp như Algérie, Cameroon, Maroc và Tunisia, các lực lượng chính trị cũng tổ chức nổi dậy đòi độc lập theo gương người Việt Nam, việc duy trì Liên hiệp Pháp trở nên rất khó khăn. Năm 1958, Cộng đồng Pháp khai sinh và Liên hiệp Pháp chấm dứt tồn tại. Điều 86 Hiến pháp Pháp (năm 1958) quy định mỗi quốc gia hội viên thuộc Cộng đồng Pháp có thể độc lập sau khi ký kết các hiệp ước với Pháp và có quyền lựa chọn vẫn là hội viên của Cộng đồng Pháp hoặc ra khỏi khối. Trong thập niên 60, các nước thuộc Cộng đồng Pháp như Algérie,Tunisia và Maroc lần lượt ký kết hiệp ước với Pháp để tuyên bố độc lập. Đến năm 1967, Pháp ký hiệp định trao trả độc lập cho phần lớn các thuộc địa của mình. Cũng trong xu thế phi thực dân hóa trên quy mô toàn cầu, chỉ trong năm 1960, 17 nước thuộc địa châu Phi tuyên bố độc lập.

### Việt Nam Cộng hòa
Sách giáo khoa Lịch sử lớp nhất của Việt Nam Cộng hòa được xuất bản năm 1966 nhận định rằng chính phủ Bảo Đại chỉ là một mánh khóe lừa gạt của Pháp:
| “ | Vì quyền lợi của Pháp và Việt Nam chống đối nhau nên cuối năm 1946 chiến tranh Việt Pháp bùng nổ. Quân Pháp lần hồi chiếm đóng các thành thị. Người Việt yêu nước rút ra bưng biền tổ chức trường kỳ kháng chiến. Năm 1949, Pháp rước Bảo Đại từ Trung Hoa về lập chính phủ, mong lôi kéo người Quốc gia. Nhưng mánh khóe của Pháp không lừa gạt được chiến sĩ Việt Nam. Cuộc kháng chiến ngày càng mãnh liệt và đến tháng 5-1954, quân Pháp đại bại tại Điện Biên Phủ, phải kêu gọi hòa bình. Việt Minh lúc này lại đứng ra cùng Pháp ký Hiệp định Genève (20-7-1954) chia đôi đất nước: từ sông Bến Hải ra Bắc thuộc Việt Minh, từ sông Bến Hải vào Nam thuộc chánh phủ Quốc gia. | ” |

Tuy nhiên, sách không ghi về việc chính phủ Bảo Đại chính là tiền thân của Việt Nam Cộng hòa, không ghi về việc chính Việt Minh đã lãnh đạo nhân dân Việt Nam đánh bại Pháp tại Điện Biên Phủ mà chỉ ghi chung chung là "chiến sĩ Việt Nam". Sách cũng bóp méo nội dung Hiệp định Genève là "chia đôi đất nước" (thực ra Hiệp định Genève chỉ chia Việt Nam thành 2 vùng tập kết quân sự tạm thời, sau đó chính Việt Nam Cộng hòa từ chối thi hành hiệp định nên mới dẫn tới hoàn cảnh Việt Nam bị chia đôi).